# Polygyros
Polygyros (græsk: Πολύγυρος) er en by og kommune i periferien Centralmakedonien i Grækenland. Den er hovedstaden i den regionale enhed Chalkidiki.

## Geografi
Byen Polygyros (6.121 indbyggere ved folketællingen i 2011) ligger som et amfiteater på et plateau på den sydvestlige side af bjerget Cholomontas. Den ligger syd for nationalvej 16 (Thessaloniki - Arnaia). Polygyros ligger sydøst for Thessaloniki, nordøst for Nea Moudania, nordvest for Sithonia og sydvest for Arnaia. Kommunen havde i 2001 en befolkning på 10.721 indbyggere og et landareal på 470.933 km2 . Andre store landsbyer i den kommunale enhed er Kalýves Polygýrou (1.333), Ólynthos (1.111), Taxiárchis (903) og Vrástama (700).

## Navn
Der er forskellige spekulationer om oprindelsen af Polygyros navn. Nogle hævder, at det kommer fra kombinationen af poly (meget) og geros (stærkt), på grund af det sunde klima. Andre mener, at ordene poly og ieros (hellig) har givet det nuværende navn, på grund af et gammelt tempel i området. Også en gammel godsejer, ved navn Polyaros, tilbyder en mulig etymologi. Ifølge en anden mulig etymologi stammer navnet fra poly og gyros (rund), muligt på grund af byens amfiteater.

## Kommunen
Kommunen Polygyros blev dannet ved kommunalreformen i 2011 ved sammenlægning af følgende 4 tidligere kommuner, der blev til kommunale enheder:
- Anthemountas
- Ormylia
- Polygyros
- Zervochoria

Kommunen har et areal på 947,4 km 2, den kommunale enhed 470,9 km2.

## Historie

### Oldtiden
Det moderne Polygyros ligger samme sted som den antikke by Apollonia. Apollonia var en af de 32 byer, som under ledelse af Olynthus, udgjorde Koinon ton Chalkideon. Koinon blev ødelagt i 379 f.Kr. af spartanerne, mens Filip 2. af Makedonien i 348 f.Kr. annekterede hele Chalcidice til det makedonske kongerige. I 168 f.Kr. blev Kalcidice underkastet af romerne.

### Byzantinsk og osmannisk æra
Byen Polygyros er første gang nævnt i et middelalderligt kejserligt dokument, chryssovoulon (med gyldent stempel), fra den østromerske kejser Nikephoros III Botaneiates omkring 1080. I 1430 blev Polygyros, som resten af det østromerske imperium, erobret af osmannerne og tilhørte Sanjak af Thessaloniki. Den 17. maj 1821 rejste befolkningen i Polygyros sig mod de osmanniske myndigheder og formåede midlertidigt at udvise den osmanniske vagt. Polygyros, såsom andre landsbyer på halvøen, blev brændt af osmannerne.
Mange indbyggere i Polygyros deltog også i 1854's mislykkede revolutionære bevægelse mod osmannerne.

### Moderne tid
Den 2. november 1912, gik den græske hær, som en af sejrherrerne fra den første Balkankrig, ind i Polygyros og indlemmede byen i den græske stat.

## Kultur
Polygyros er berømt for sine karnevalsfester, som tiltrækker besøgende fra hele Grækenland. Et nærliggende sted kaldet Panagia (Jomfru Maria) er rammen om en berømt religiøs fest den 15. august. Også kulturforeninger er aktive inden for folkemusik og dans. Klassisk og moderne musik dyrkes i det kommunale konservatorium. Der er et Folklore Museum i byen, åbnet i 1998.
Det arkæologiske museum i Polygyros har udstillinger, der indeholder fund fra hele Halkidiki og refererer til palæolitisk og neolitisk alder, geometrisk, arkaisk, klassisk, hellenistisk og romersk periode.